# دو قاطر برای خواهر سارا
دو قاطر برای خواهر سارا (انگلیسی: Two Mules for Sister Sara) فیلمی در ژانر وسترن به کارگردانی دان سیگل است که در سال ۱۹۷۰ منتشر شد. از بازیگران آن می‌توان به کلینت ایستوود و شرلی مک‌لین اشاره کرد.

## داستان
درست پس از جنگ داخلی آمریکا، کهنه‌سربازی به نام هوگان (کلینت ایستوود) زنی برهنه را از دست راهزنانی که قصد تجاوز به او را داشتند نجات می‌دهد. او پس از کشتن راهزنان، درمی‌یابد که زن یک راهبه به نام خواهر سارا (شرلی مک‌لین) است که برای کمک به انقلابیون مکزیکی که با نیروهای اشغالگر فرانسوی می‌جنگند، پول جمع‌آوری می‌کند. هوگان درخواست سارا را برای انتقالش به اردوگاه مکزیکی‌ها می‌پذیرد، چرا که او پیش‌تر با انقلابیون توافق کرده بود که در ازای دریافت نیمی از خزانه پادگان فرانسوی‌ها، آنها را برای حمله به آنجا یاری کند. 